# Elciu, Cluj
Elciu (în maghiară Völcs) este un sat în comuna Recea-Cristur din județul Cluj, Transilvania, România.

## Galerie de imagini

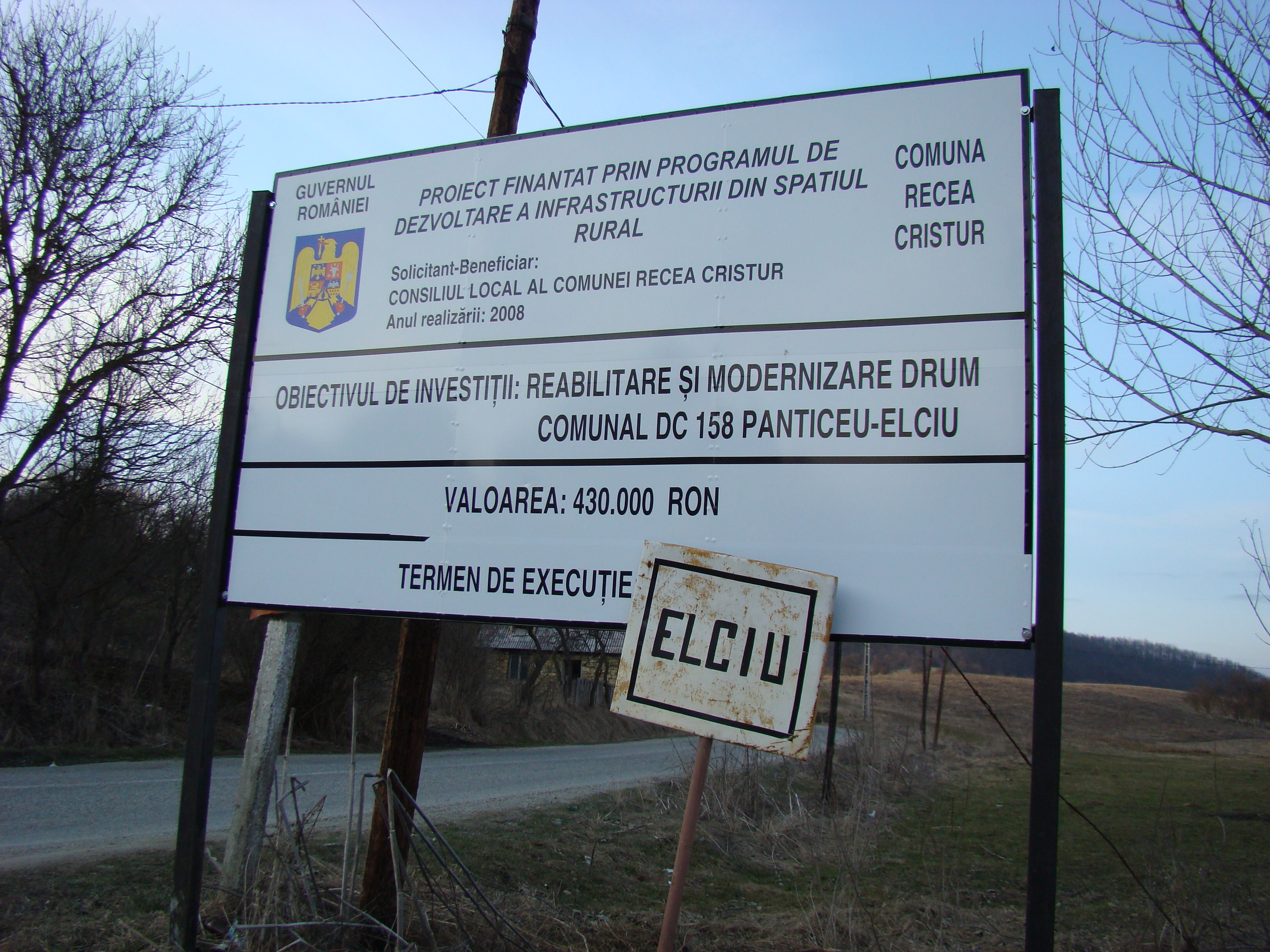
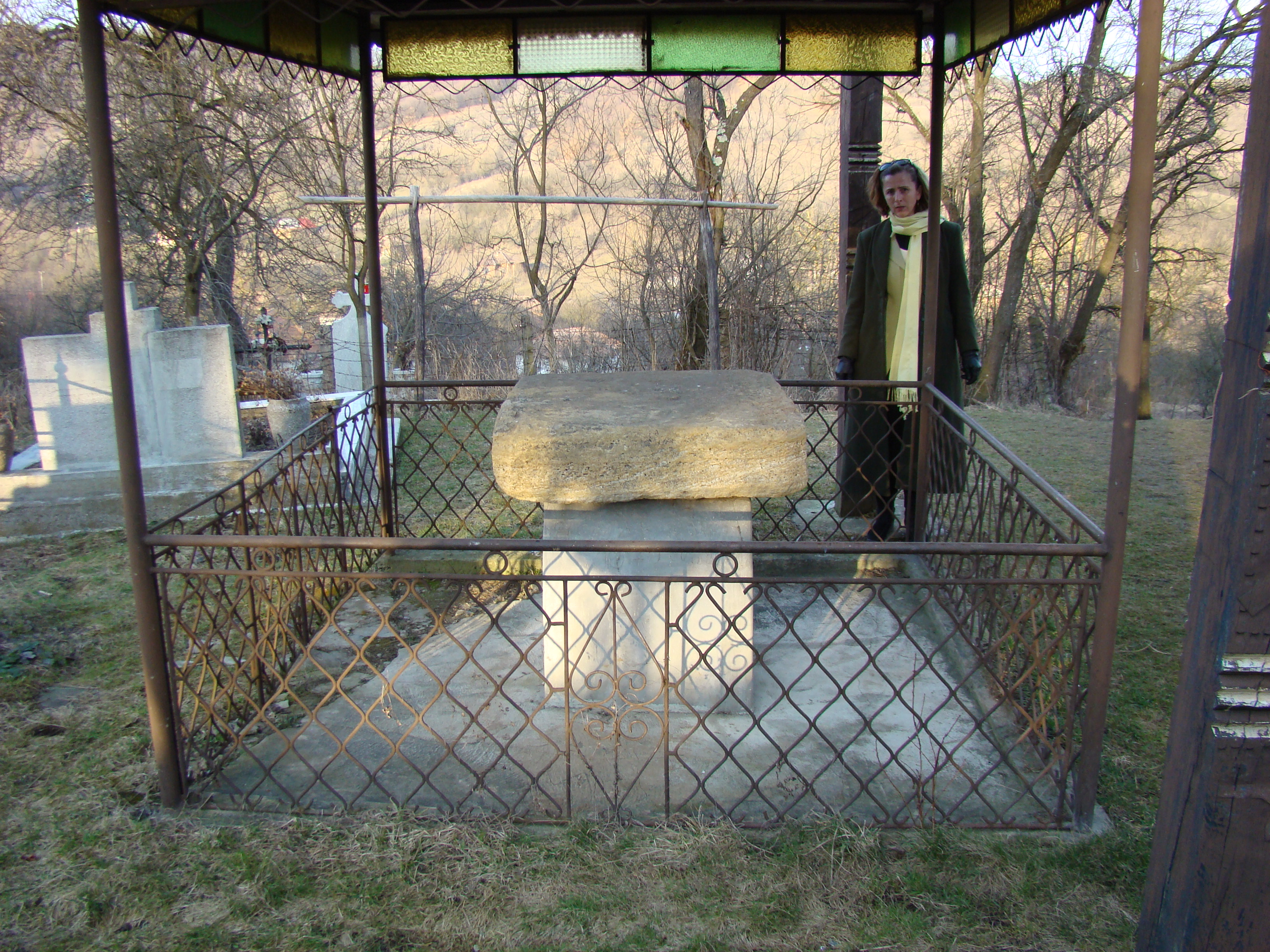
Pristolul bisericii de lemn
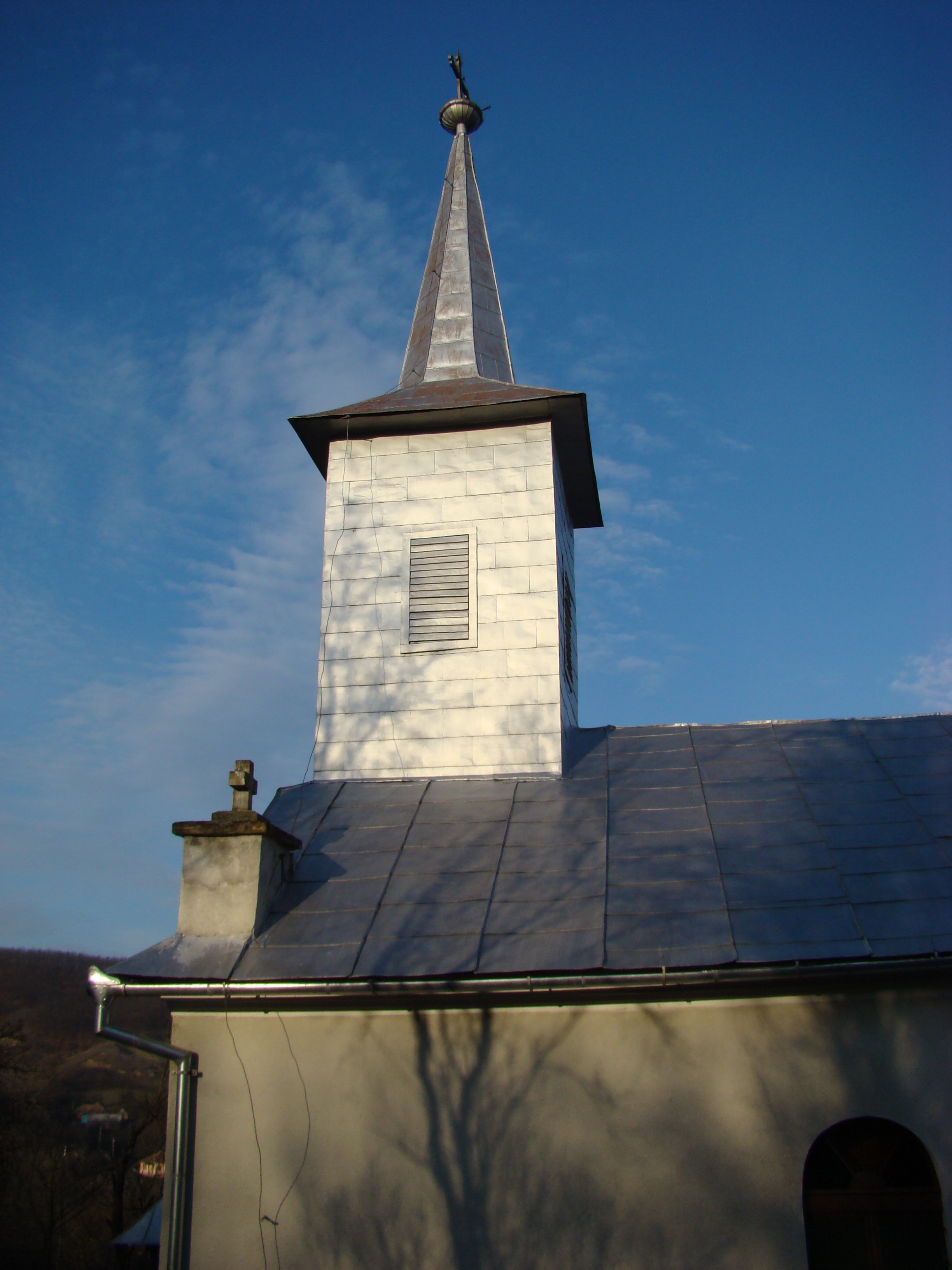
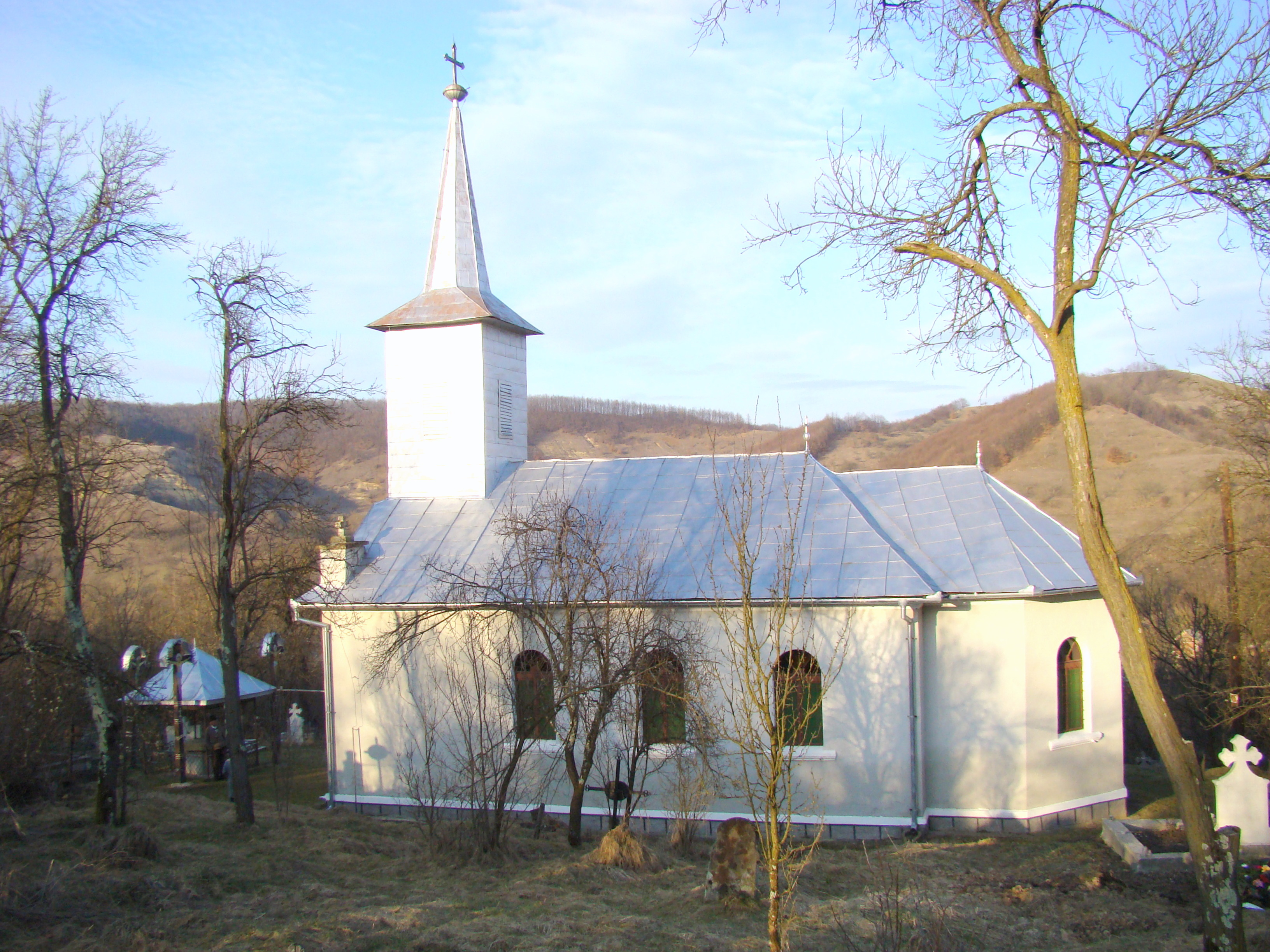
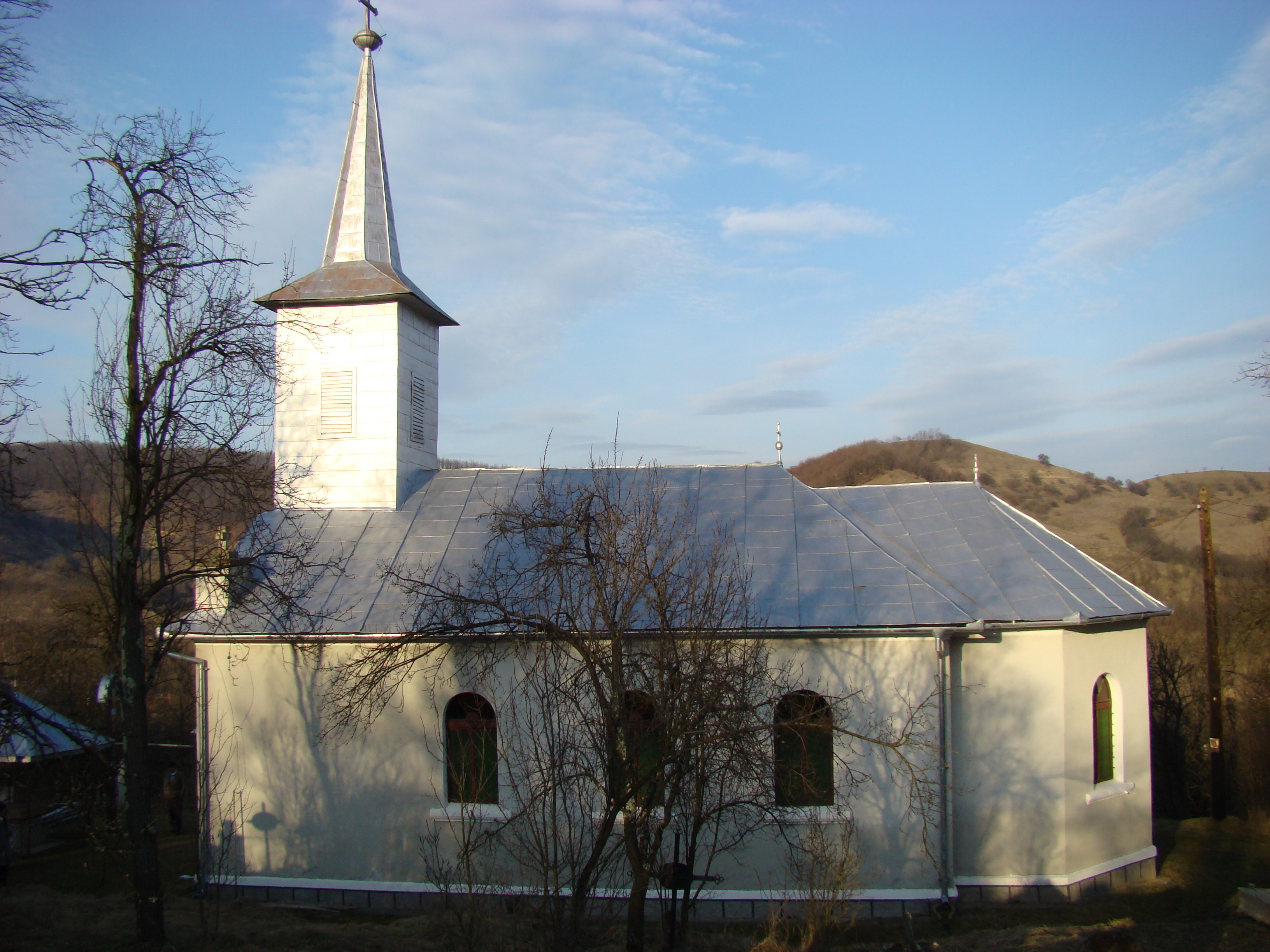
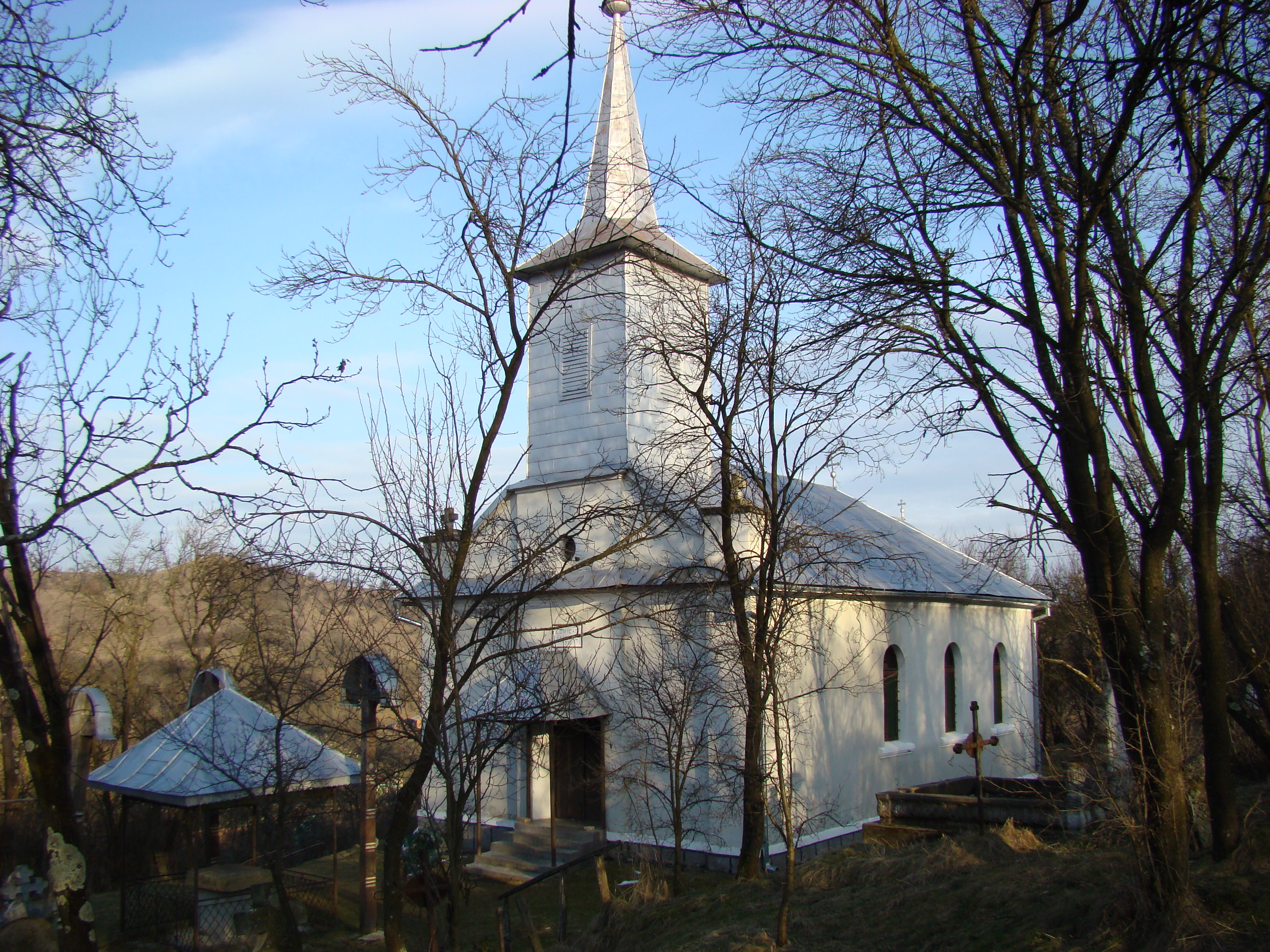
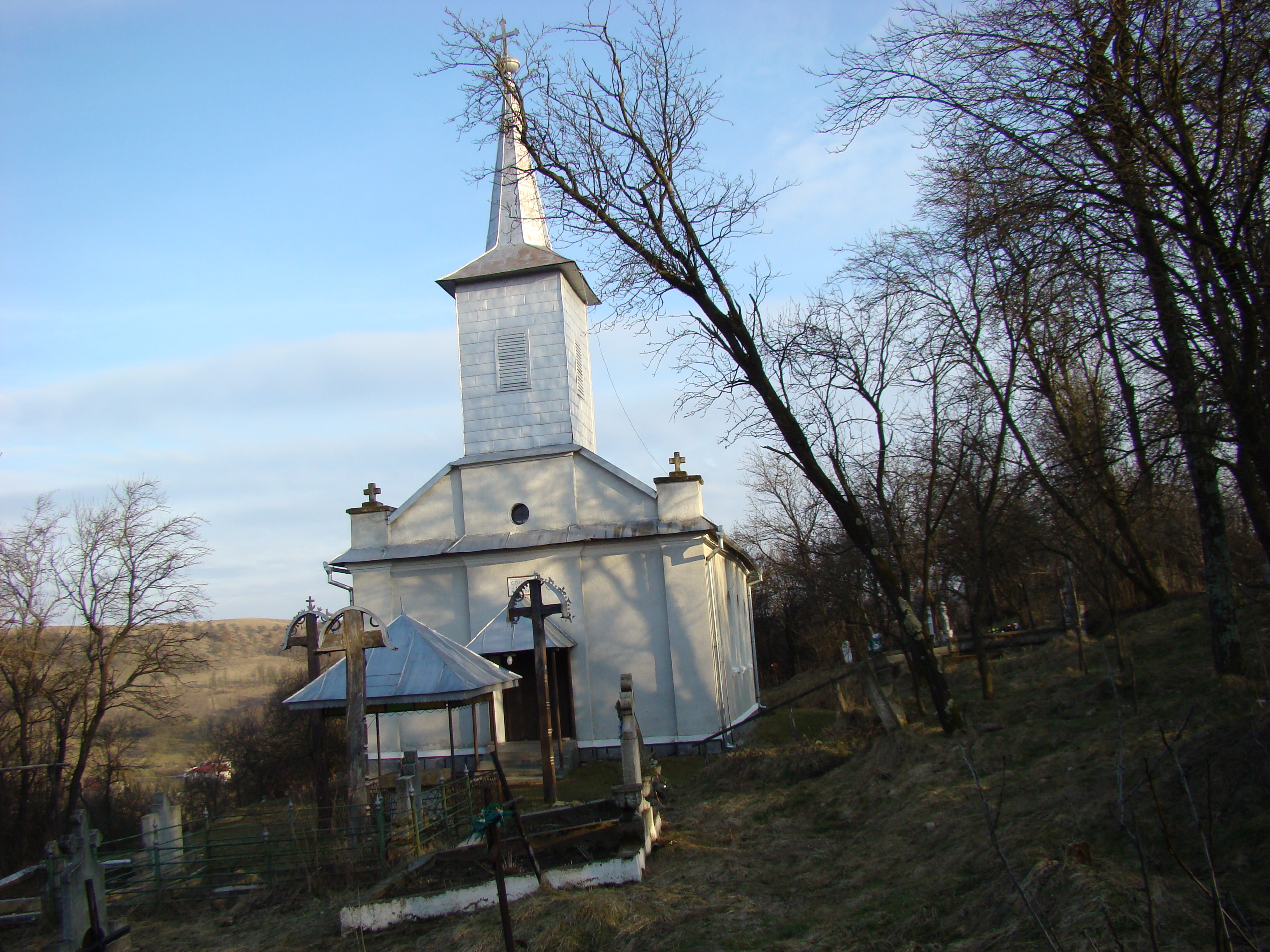
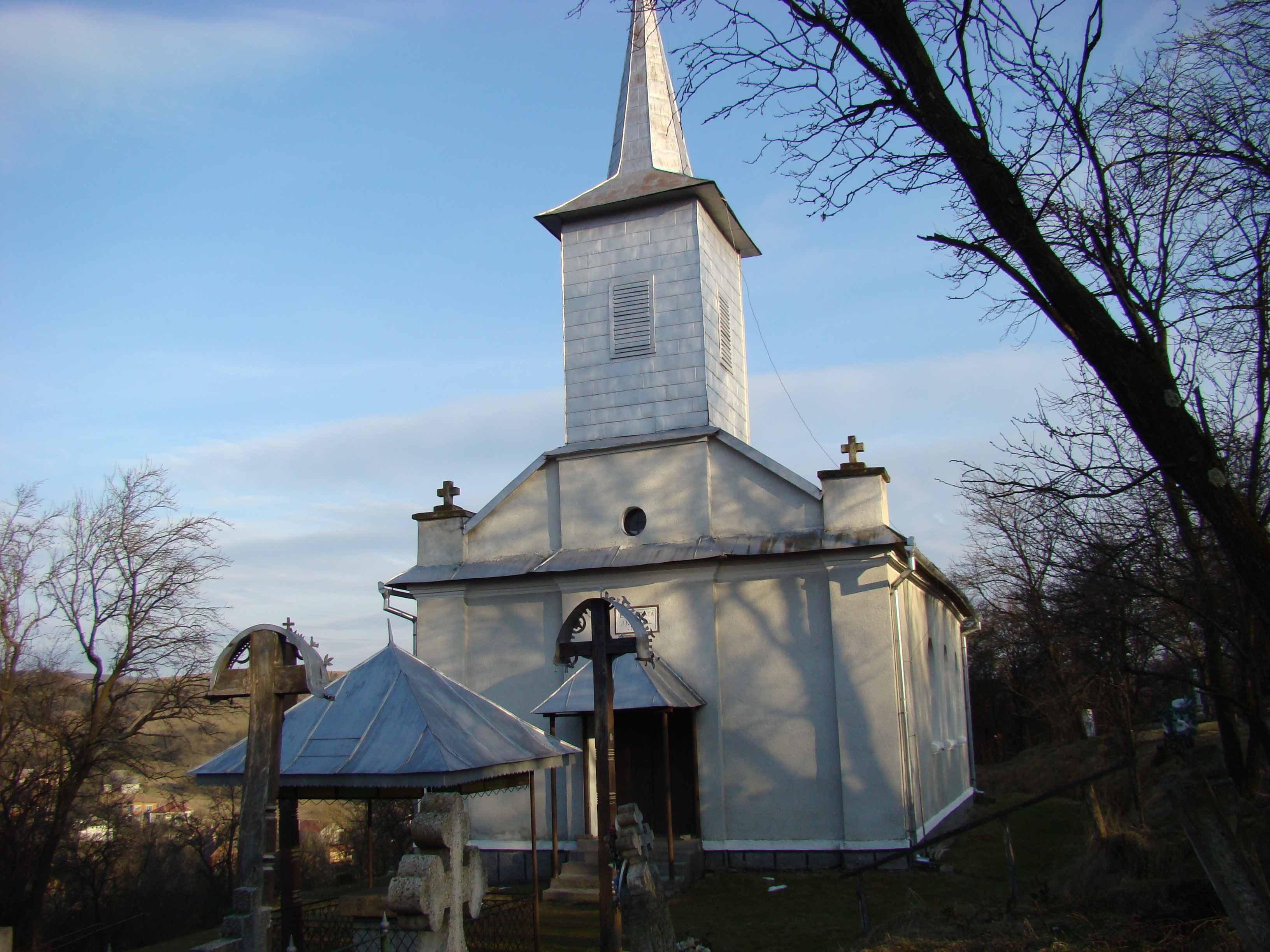
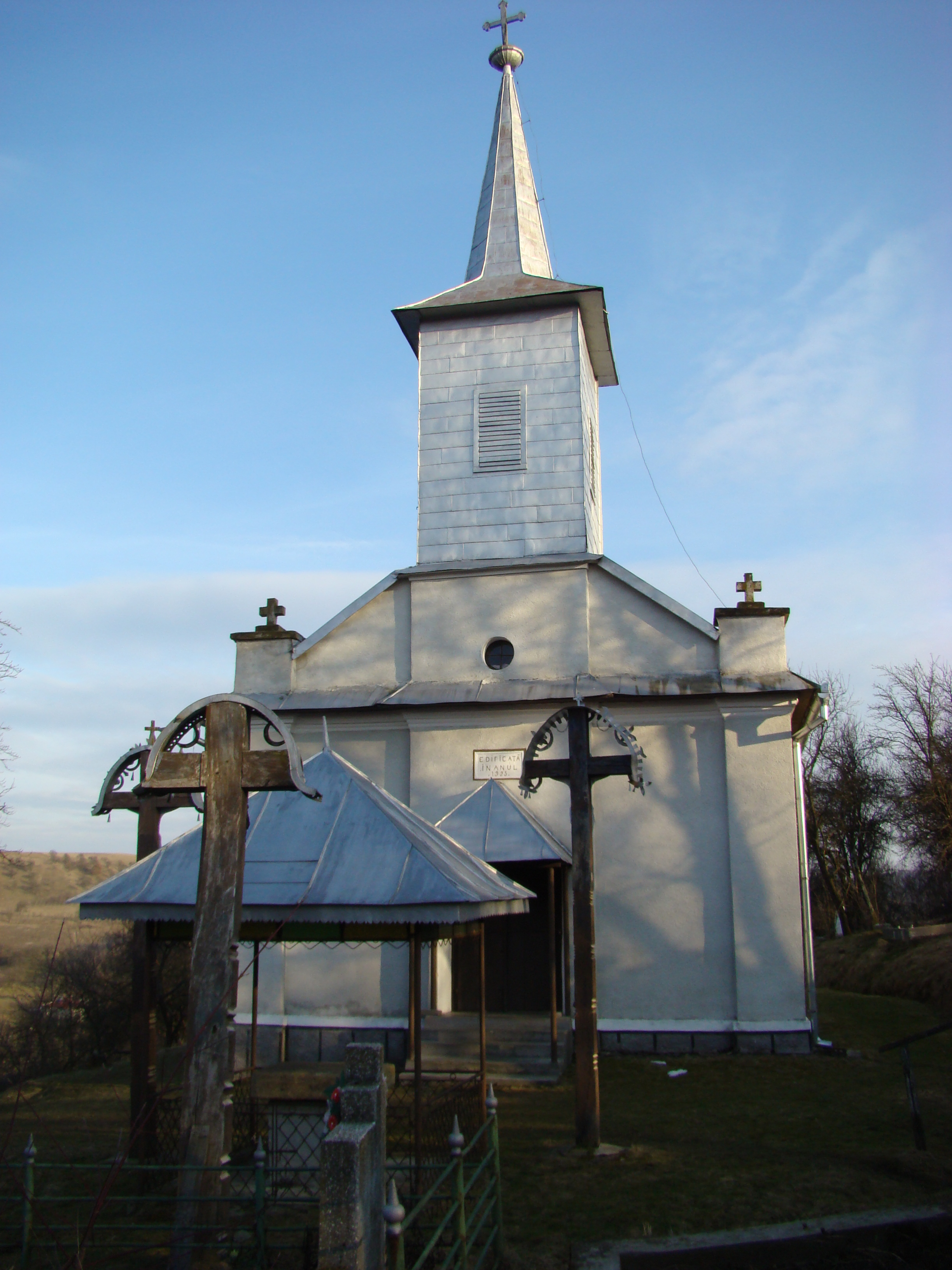
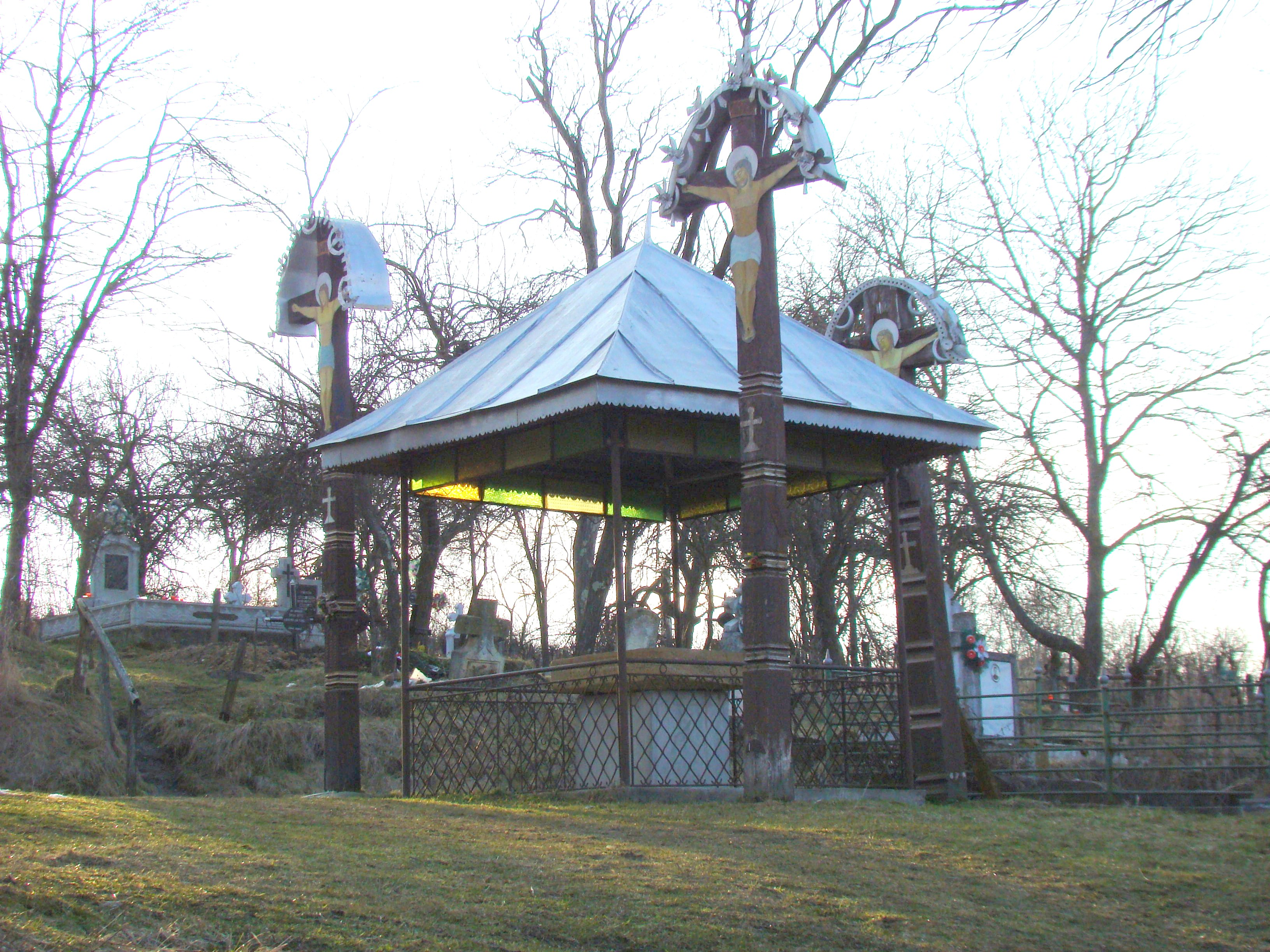
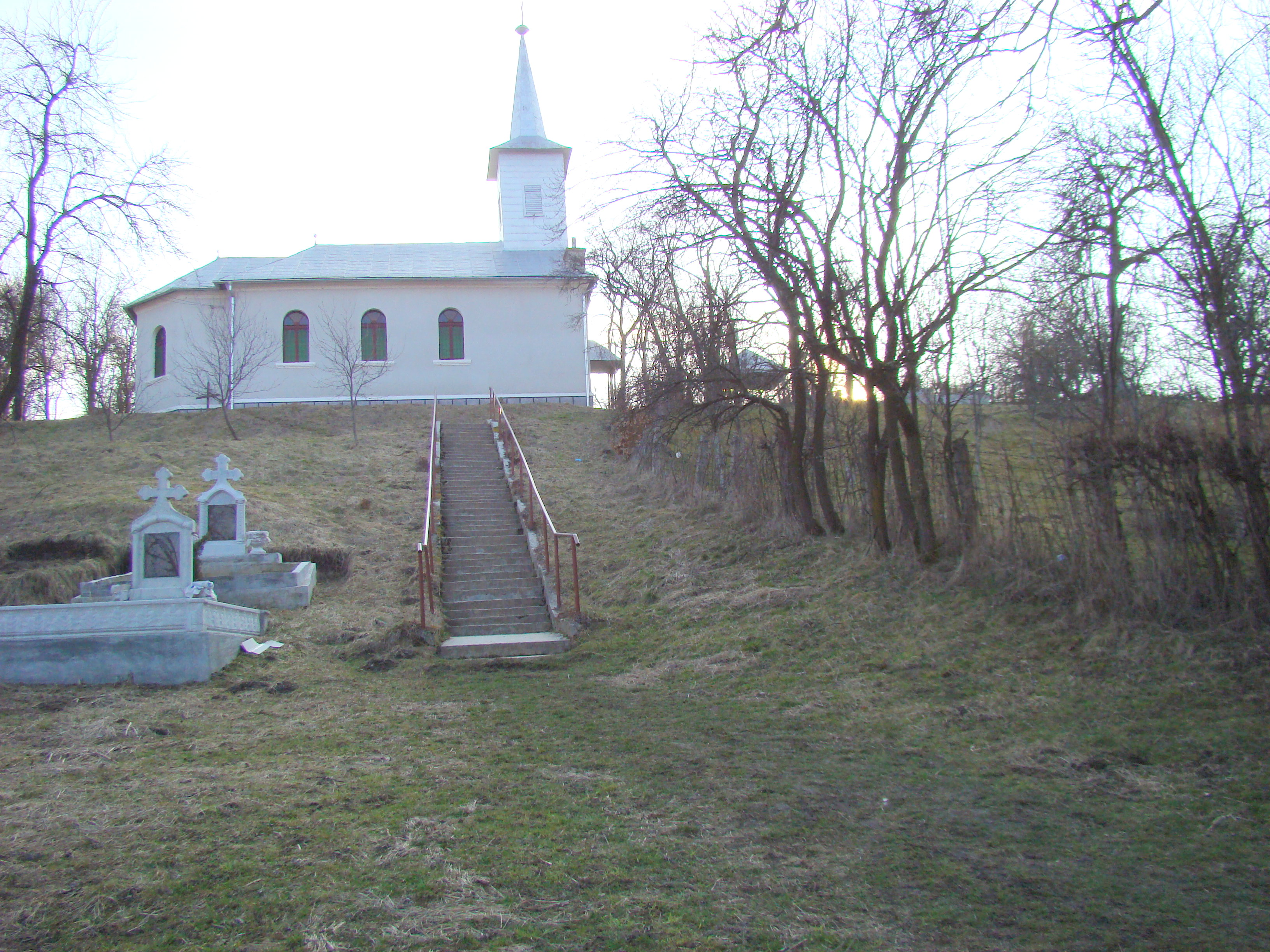
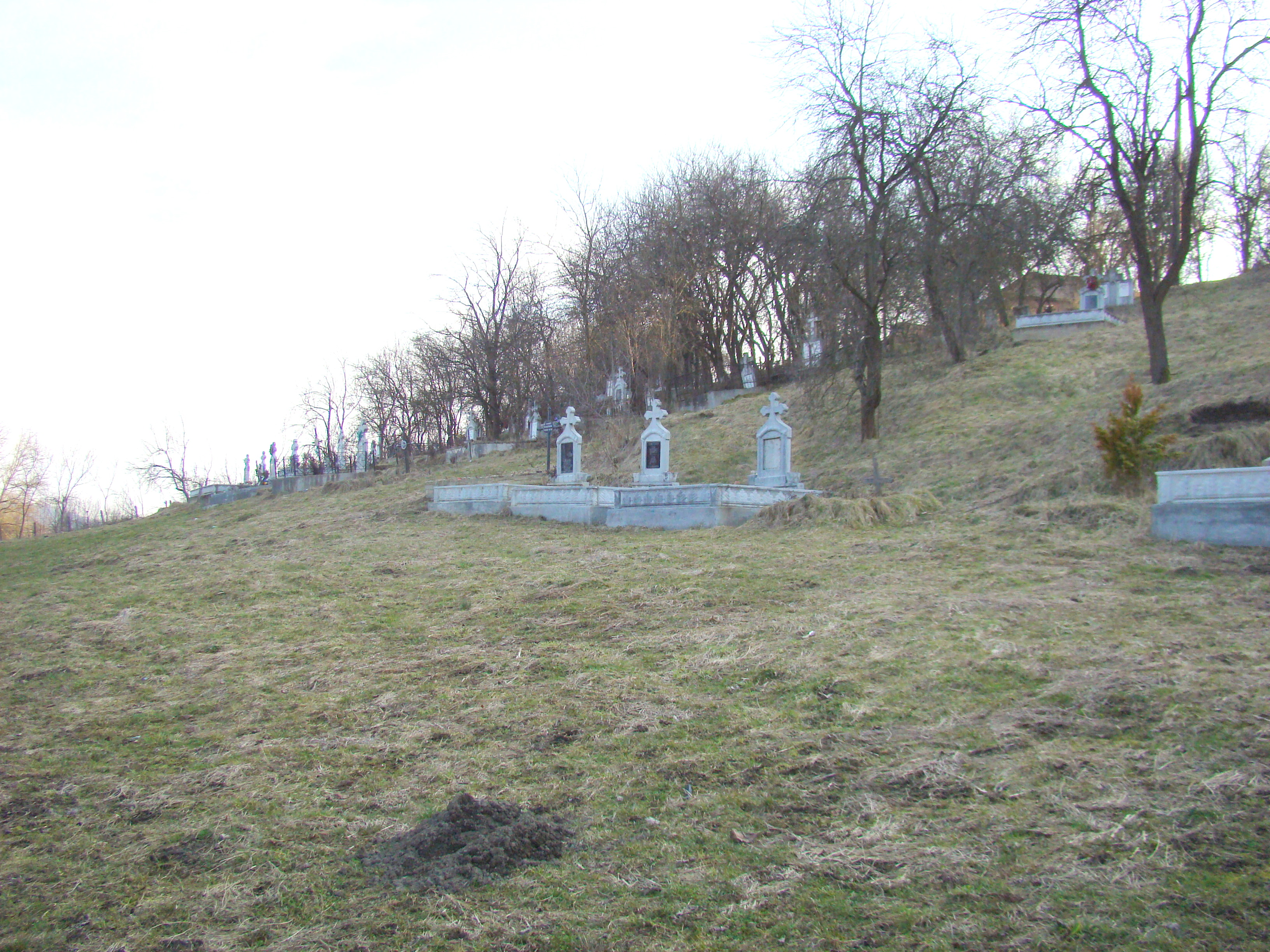
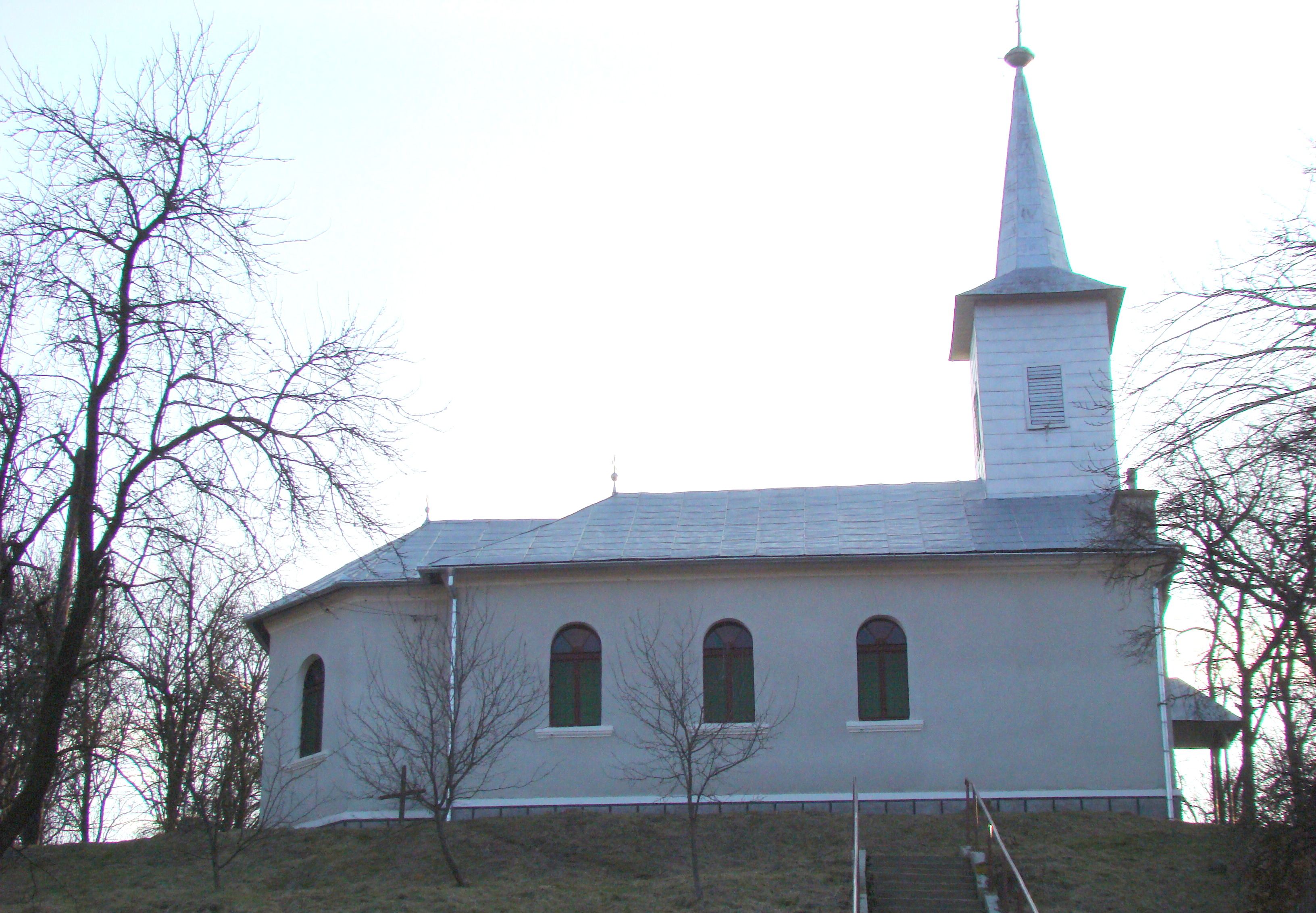

## Note

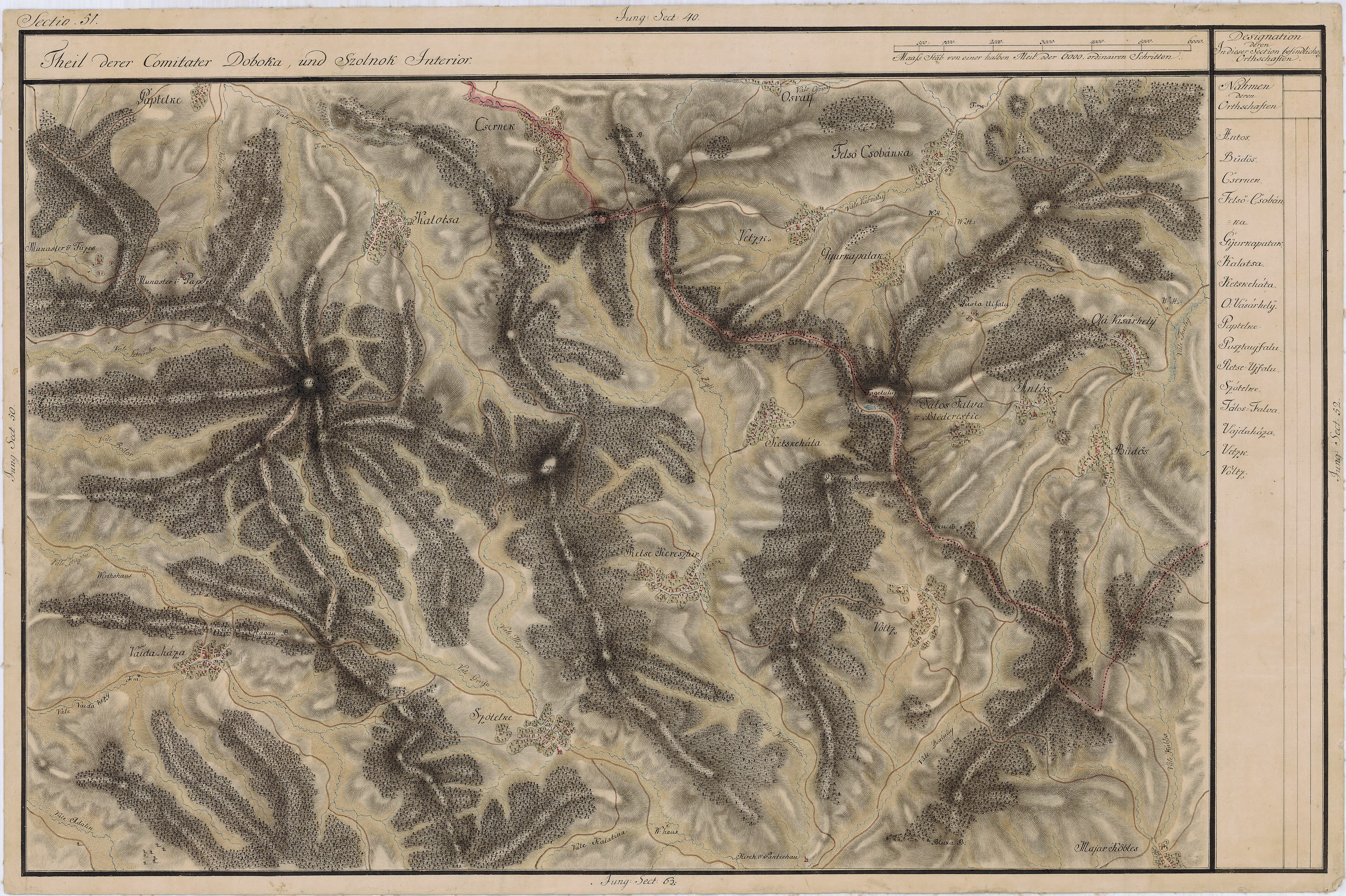
Elciu în Harta Iosefină a Transilvaniei, 1769-73